# Proleptisch
Proleptisch (von altgriechisch προληπτικός prolēptikós, deutsch ‚vorausnehmend, vorgreifend‘) bedeutet in der Zeitrechnung (Chronologie), dass eine Angabe über einen Zeitpunkt, eine Person, oder eine Sache ein Ereignis vorwegnimmt, das zu dem Zeitpunkt noch nicht geschehen ist. Für kalendarische Angaben bedeutet das, dass das Ereignis vorweggenommen wird, das den Beginn einer Zeitrechnung bestimmt. Für Personen kann beispielsweise ein für die Person charakteristischer Titel genannt werden, den diese Person zu einem beschriebenen Ereignis jedoch noch nicht trug. So nimmt man beispielsweise an, dass der Titel eines M. Conradus Abbenborg Decr. Doctor, der Urkunden zufolge 1436 im Gefolge des Bremer Erzbischofs Baldwin II. in Nürnberg eingeritten sein soll, wohl proleptisch zu fassen sei.

## Proleptische Kalender
Ein Kalendersystem hat ein bestimmtes Referenzdatum, an dem die Jahreszählung beginnt. Alle Daten vor diesem Tag, in diesem Kalendersystem angegeben, gelten üblicherweise dann als proleptisch datiert. Tatsächlich sind sie jedoch bereits dann proleptisch, wenn sie die Einführung des Kalendersystems selbst vorwegnehmen.
In Rom gab es bis zum sogenannten verworrenen Jahr 708 a. u. c., in dem der römische auf den julianischen Kalender umgestellt wurde, eine Jahreszählung basierend auf einer zeitlich nicht gesicherten Gründung Roms. Sie konnte für die Zeitangabe der Stadtgründung als proleptisch angesehen werden, da eine entsprechende Jahreszählung für diese Zeit nicht nachgewiesen werden kann. Sie wurde jedoch ohnehin üblicherweise nicht verwendet. Stattdessen wurden Jahre nicht mit Zahlen, sondern mit den Namen der jeweils ein Jahr lang regierenden Konsuln bezeichnet.
In der Geschichtsschreibung werden Jahresangaben seit etwa 525 in Relation zur vermeintlichen Geburt Jesu Christi gesetzt, weil Dionysius Exiguus diese Zeitrechnung vorschlug und auf seinen Ostertafeln zur Berechnung des Osterdatums verwendete, indem er die lateinischen Worte für „Jahre nach der Inkarnation des Herrn“ verwendete. Im Gegensatz zur verbreiteten Annahme berechnete Dionysius aber nicht das Jahr der Geburt Christi, sondern bezog sich auf den sechs Jahre später endenden 532-jährigen sogenannten alexandrinischen Zyklus, der 1 v. Chr. begonnen hat. Dass dieses Jahr in die Nähe des Geburtsjahrs Jesu Christi fiel, war Zufall und diente lediglich zur Bezeichnung seiner Zeitrechnung. Da jedoch die Null in Europa erst einige Jahrhunderte nach Beginn der christlichen Geschichtsschreibung Verwendung gefunden hat, ist zu beachten, dass ein Jahr 0 hier nicht existiert. Jahresangaben werden entsprechend mit v. Chr. (vor Christi Geburt), ante christum natum (AC, „vor der Geburt Christi“, auch BC, engl. before Christ), oder v. d. Z. (vor der Zeitrechnung) bezeichnet. Solche Jahresangaben sind im eigentlichen Sinne generell bereits als proleptisch anzusehen, wenn sie eine Zeit vor Beginn der christlichen Zeitrechnung im sechsten Jahrhundert bezeichnen.
Im Gegensatz zur Geschichtsschreibung findet in der Astronomie für Zeiten vor der Einführung des Gregorianischen Kalenders ein proleptischer Julianischer Kalender Verwendung, der in negativer Richtung über den Beginn des Jahres 1 linear mit den Jahren 0, −1, −2 etc. unbegrenzt fortgeführt wird. Dies lässt dann auch die Tatsache völlig außer Acht, dass der Julianische Kalender erst im Jahre 45 v. Chr. (also dem Jahre −44) eingeführt wurde.

## Nicht proleptische Kalender
Der Gregorianische Kalender wird nur selten proleptisch verwendet, mit der Folge, dass es bis heute einen „gestückelten“ Kalender gibt. Datumsangaben sind julianisch bis zur Nacht vom 4. Oktober (im julianischen Kalender) auf den 15. Oktober (im gregorianischen Kalender) 1582. Die Kalenderumstellung fand zumindest in Rom, Italien, Spanien und Portugal zeitgerecht statt. In anderen Ländern geschah dies verzögert. Von dem internationalen Standard für Datums- und Zeitangaben ISO 8601 ist die Verwendung des gregorianischen Kalenders für Datumsangaben ab 1583 vorgesehen und für eine proleptische Verwendung bedarf es der Einigung zwischen Sendern und Empfängern.
Weiterhin nicht proleptisch verwendet werden alle Kalendersysteme, die auf einem System von Zeitaltern (Ära) aufgebaut sind, insbesondere auch alle dynastischen Kalendersysteme. Die Jahreszählung beginnt hier bei jeder Epoche (Beginn einer Ära) neu, aber frühere Daten werden im Bezug der jeweils damals gültigen Epoche angegeben. Beispiele: ägyptischer Kalender, chinesischer Kalender, japanischer Kalender mit Nengō, Maya-Kalender.
Desgleichen ist der Islamische Kalender (sowohl der lunare wie der iranisch/solare), der mit dem Jahr der Hijra des Propheten Mohammed nach Medina im Jahr 622 AD beginnt, nicht proleptisch.
Der Französische Revolutionskalender war ebenfalls nicht proleptisch. Er trat am 4. Frimaire II (24. November 1793) in Kraft – rückwirkend zum 1. Vendémiaire I (22. September 1792, Datum der Tagundnachtgleiche nach der Ausrufung der Ersten Französischen Republik am Vortag). Für die Zeit vor diesem Ursprungsdatum wurde weiterhin die Datierung des gregorianischen Kalenders verwendet.

## Zum Problem der Datierung
Die Umrechnung eines Datums historischer Zeit- oder Kalendersysteme in ein julianisches wird durch einen je nach System mehr oder minder komplizierten Formelsatz ermöglicht, der anhand historischer Eckdaten ermittelt wird: Historische Datierungen (Angaben über Datum und Tageszeit) sind, weil es bis in das späte 20. Jahrhundert keine weltweit verbindliche Referenz über Gleichzeitigkeit gegeben hat, nur überlieferte Zuordnungen, die anhand der Quellenlage mit anderen zeitgleichen Ereignissen abgeglichen werden. Typische Eckdaten sind etwa astronomische Ereignisse (wie Sonnenfinsternisse), die auf heutigen Rechenmodellen basierend hinreichend präzise datiert werden können (astronomische Chronologie) und so Basis der Umrechnung gregorianisch-proleptischer Daten in die heutige Zeitskala sind.